# 대송여도
| Daedongyeojido (Gyujanggak) 13-05.jpg |  |
|                                       |  |

대송여도(大松礖島)와 소송여도(小松礖島)는 경기도 김포시 대곶면 약암리에 있는 무인도로, 강화해협 최남단과 인천광역시 서구 세어도 사이에 위치한다. 《신증동국여지승람》에는 송도(松島)로 기록되었으며, 그 밖에 솔섬, 솔엽송이, 송염 등의 이름도 있었다.

## 같이 보기
- 동검도